# Kim Zimmer

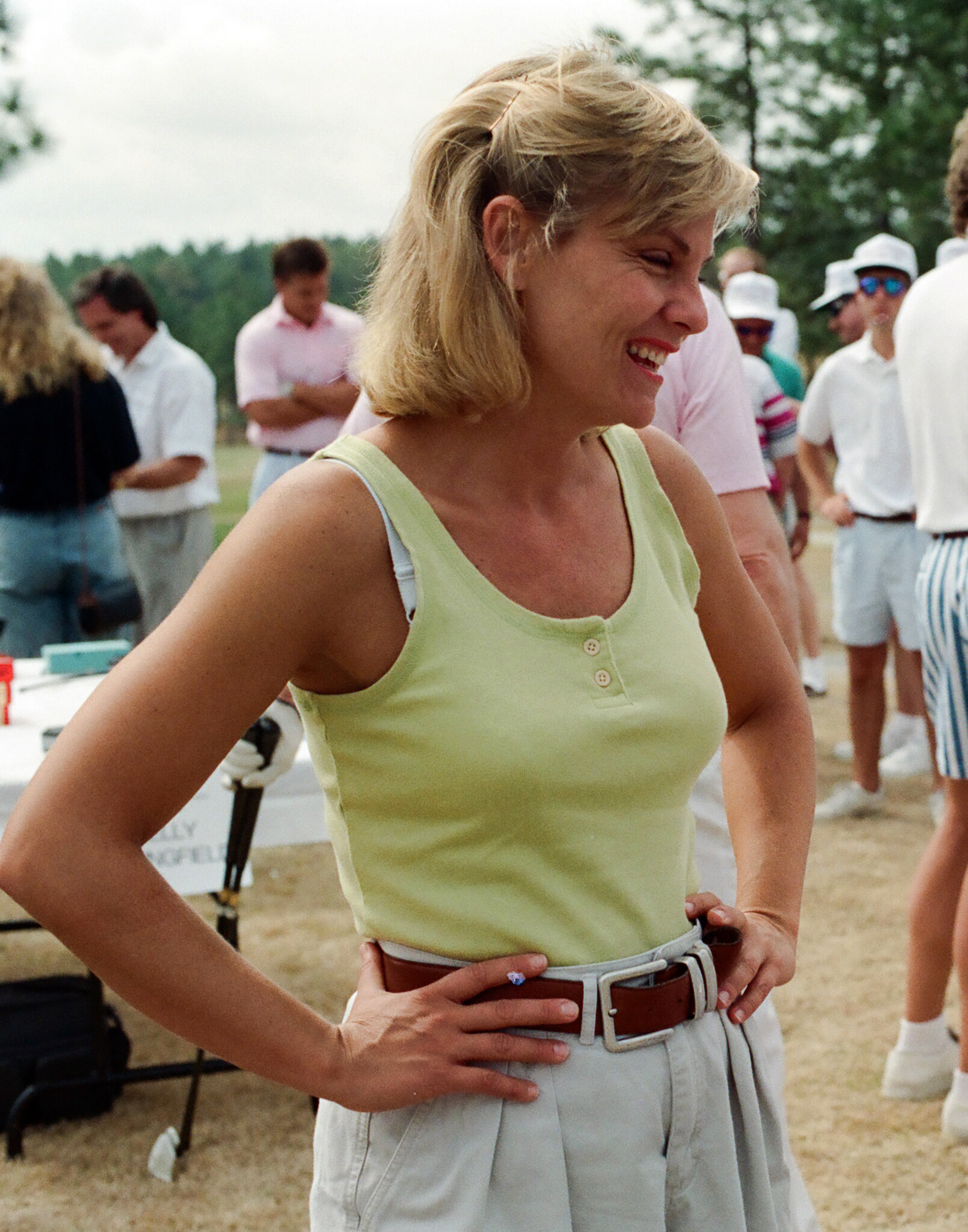
Kim Zimmer, 1994

Kim Zimmer (* 2. Februar 1955 in Grand Rapids, Michigan) ist eine US-amerikanische Schauspielerin.
Bevor Kim Zimmer 1978 ihr Fernsehdebüt mit der US-Soap Liebe, Lüge, Leidenschaft in der Rolle der Bonnie Harmon gab, war sie ausschließlich Theaterschauspielerin. Ihre erste Filmrolle spielte sie 1981 in Heißblütig – Kaltblütig. Später kehrte Kim Zimmer zu Liebe, Lüge, Leidenschaft zurück und verkörperte dort von März bis Oktober 1983 die Rolle der Gräfin Echo DiSavoy. Am bekanntesten wurde sie jedoch 1983 durch die US-Soap Springfield Story. Für ihre Rolle als Reva Shayne bekam sie fünfmal den Fernsehpreis Emmy verliehen. Bis zu ihrem Ende 2009 ist sie der Springfield Story bis auf eine fünfjährige Abwesenheit zwischen 1990 und 1995 treu geblieben. Sie wurde viermal mit dem Daytime Emmy Award for Outstanding Lead Actress in a Drama Series ausgezeichnet (1985, 1987, 1990 und 2006) sowie sieben weitere Male nominiert. Nach einer Abwesenheit von 27 Jahren schlüpfte Kim Zimmer ab Oktober 2010 erneut in die Rolle der Echo DiSavoy bei Liebe, Lüge, Leidenschaft und blieb der Seifenoper für die Dauer eines Jahres erhalten.
Kim Zimmer ist seit 1981 mit dem Schauspieler A.C. Weary verheiratet. Sie leben gemeinsam mit ihren drei Kindern, darunter den ebenfalls als Schauspieler tätigen Jake Weary, in New York.

## Filmografie
- 1963: The Doctors (Fernsehserie)
- 1978: Liebe, Lüge, Leidenschaft (One Life to Live, Fernsehserie)
- 1981: Heißblütig – Kaltblütig (Body Heat)
- 1983: Liebe, Lüge, Leidenschaft (One Life to Live, Fernsehserie)
- 1983–1990: Springfield Story (The Guiding Light, Fernsehserie)
- 1989: Ananas und blaue Bohnen (Trenchcoat in Paradise, Fernsehfilm)
- 1989: Mann muss nicht sein (Designing Women, Fernsehserie, eine Folge)
- 1989–1990: MacGyver (Fernsehserie, drei Folgen)
- 1991: Höllenwut (Hell Hath No Fury, Fernsehfilm)
- 1991: Ein schreckliches Geheimnis (Keeping Secrets, Fernsehfilm)
- 1992: FBI: The Untold Stories (Fernsehserie, eine Folge)
- 1992–1993: California Clan (Santa Barbara, Fernsehserie)
- 1994: Spurlos verschwunden – Wo ist meine Schwester? (The Disappearance of Vonnie, Fernsehfilm)
- 1994–1995: Models Inc. (Fernsehserie, sechs Folgen)
- 1995: University Hospital (Fernsehserie, eine Folge)
- 1995: Babylon 5 (Fernsehserie, eine Folge)
- 1995: Seinfeld (Fernsehserie, eine Folge)
- 1995–2009: Springfield Story (Guiding Light, Fernsehserie)
- 2003: The Devil and Daniel Webster
- 2006: Kleine Geheimnisse (Perl oder Pica)
- 2008: The Van Pelt Family (Kurzfilm)
- 2010: Steamboat (Fernsehserie)
- 2010: Freshman Father (Fernsehfilm)
- 2010–2011: Liebe, Lüge, Leidenschaft (One Life to Live, Fernsehserie)
- 2023: You Sing Loud, I Sing Louder